# Noms d'Istanbul

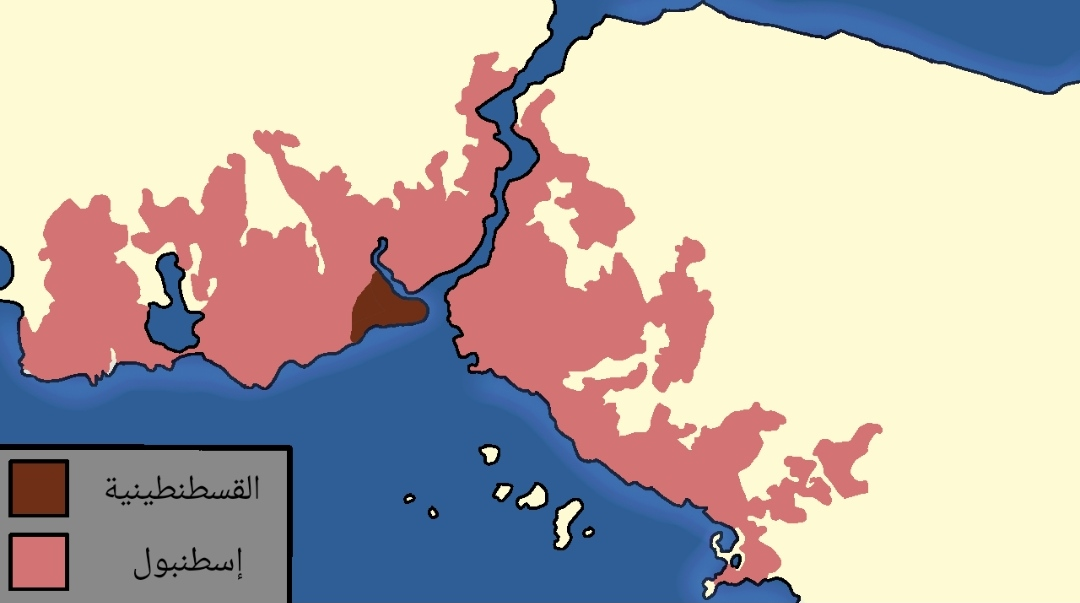
Constantinople (en marron) et Istanbul (en rouge).

La ville d'Istanbul (province d'Istanbul, Turquie) a connu un grand nombre de noms différents suivant les époques. Les plus connus, outre le nom turc moderne, sont Byzance, Constantinople et Stamboul. D'autres noms lui ont été associés à d'autres moments de son histoire et en différentes langues.

## Noms historiques

### Lygos
Selon Pline l'Ancien, le premier nom de Byzance est Lygos :
« Sed a Bosporo sinus Lasthenes, portus Senum et alter qui Mulierum cognominatur. promunturium Chryseon Ceras, in quo oppidum Byzantium liberae condicionis, antea Lygos dictum; abest a Dyrrhachio DCCXI p.: tantum patet longitudo terrarum inter Hadriaticum mare et Propontidem. »
—  Pline l'Ancien
 ,  Histoire naturelle (traduction d'Émile Littré)

« À partir du Bosphore, le golfe Casthène, le port des Vieillards, et un autre qui est appelé port des Femmes ; le promontoire Chrysocéras, sur lequel est la ville de Byzance, de condition libre, appelée jadis Lygos ; elle est éloignée de Dyrrachium de 711.000 pas : tel est l'intervalle qui sépare la mer Adriatique de la Propontide. »
— Histoire naturelle (traduction d'Émile Littré)
Il pourrait s'agir d'une localité thrace située sur le site où la ville se développa ultérieurement, à l'extrémité de la péninsule (Sarayburnu).

### Byzance
Βυζάντιον (Byzántion), latinisée en Byzantium, est fondée par des colons grecs de Mégare en 557 av. J.-C.. On suppose que le nom lui-même est d'origine thrace et date d'avant la colonie grecque. Il pourrait dériver d'un nom propre thrace : « Byzas ». Les légendes grecques antiques mettent en scène un roi et fondateur éponyme de la ville, nommé Byzas, chef des colons Mégariotes.
Bien plus tard, le nom Byzantium désigne couramment en Occident l'Empire romain d'Orient, dont Byzance est la capitale. Cet usage fut introduit en 1555 par l'historien allemand Hieronymus Wolf, un siècle après la chute de cet Empire. À l'époque de l'Empire, le terme « Byzantium » ne désigne que la colonie grecque, en tant que souvenir historique. La ville elle-même est appelée « Constantinopolis » (voir plus bas), en abrégé et en langage populaire « ê Pólis » ou « Bolis », tandis que l'Empire qu'elle dirige est appelé « Basileia tôn Romaiôn » (Empire des Romains), en abrégé « Romania ».

### Augusta Antonina
Augusta Antonina est le nom de la ville pendant une courte période au IIIe siècle. Il lui est donné par l'empereur romain Septime Sévère (193–211) en l'honneur de son fils Antoninus, le futur empereur Caracalla.

### Deuxième Rome
Avant de faire de la ville la nouvelle capitale orientale de l'Empire romain le 11 mai 330, l'empereur Constantin Ier entreprend un monumental projet de construction, partiellement inspiré de Rome. L'empereur Constantin lui-même donna à la ville nouvelle son nom de Constantinople et la proclama légalement (νόμῳ) la "Deuxième Rome".
Par la suite dans les siècles ultérieurs on trouve chez les auteurs divers noms non officiels en usage : ἡ Νέα Ῥώμη (hê Néa Rhốmê, « la Nouvelle Rome »), Alma Roma, Βυζαντιάς Ῥώμη (Byzantiás Rhốmê, « Rome byzantine »), ἑῴα Ῥώμη (heốia Rhốmê, « Rome orientale») et  Roma Constantinopolitana.
Le terme « Nouvelle Rome » est devenu polémique avec la montée en puissance des royaumes germaniques d'Occident, dont l'Empire Franc qui cherche à reconstituer l'Empire d'Occident à son profit en s'appuyant sur la Papauté, et particulièrement dans le contexte du schisme de 1054 et des Croisades, lorsque les écrivains latins et grecs commencent à revendiquer contradictoirement la légitimité sur l'héritage romain. Actuellement « Nouvelle Rome » fait toujours partie de la titulature officielle du Patriarche de Constantinople.

### Constantinople
Le nom de Constantinople (« ville de Constantin ») est donné à la ville en l'honneur de Constantin Ier (330). Sa forme grecque est Κωνσταντινούπολις (Kônstantinoúpolis), sa forme latine Constantinopolis. Son premier usage officiel est attesté sous l'empereur Théodose II (408–450). Il reste le nom officiel de la ville pendant toute la période byzantine, ainsi que son nom courant en Occident jusqu'au début du XXe siècle. Il est également utilisé (avec sa variante « Kostantiniyye ») par l'Empire ottoman avant l'avènement de la Turquie.
En français, la ville est d'abord nommée Coustantinoble, Constantinoble ou Constantinobles,,, dont l'élément -polis a donné la finale -ble, comme dans Grenoble de Gratianopolis.

### Autres noms byzantins
À part Constantinople, les Byzantins font référence à la ville par toute une gamme d'appellations honorifiques, comme « Reine des Villes » (Βασιλὶς τῶν πόλεων, Basilìs tỗn póleôn). Dans la langue populaire, la façon la plus courante de la nommer est simplement « la Ville » (ἡ Πόλις, ê Pólis ; en grec moderne : η Πόλη, i Poli),. Cet usage, toujours d'actualité en grec et arménien familiers (Պոլիս, Bolis, dans l'arménien occidental, ou encore Ստամբուլ), est également à la base du nom turc Istanbul.

### Kostantiniyye
Kostantiniyye (en arabe : القسطنطينية, al-Qusṭanṭiniyah ; en turc ottoman قسطنطينيه, Kostantiniyye) est le nom par lequel la ville est connue dans la Civilisation islamique. Il s'agit d'un calque arabe de Constantinople, la terminaison arabe -iyah signifiant « lieu de » se substitue à l'appellatif grec -polis. Après la conquête ottomane en 1453, elle est utilisée comme nom officiel le plus protocolaire dans la Turquie ottomane et reste d'actualité jusqu'à la chute de l'empire en 1923. Toutefois, pendant certaines périodes, les autorités ottomanes privilégient d'autres noms. Les publications de l'organisation État islamique retiennent ce terme.

### İstanbul
Le nom turc moderne İstanbul (prononcé /isˈtanbuɫ/) est attesté (avec des variantes) depuis le Xe siècle, tout d'abord en arménien et en arabe, puis dans des sources turques[réf. nécessaire]. Il dérive de l'expression grecque στην Πόλη (stên Pólê, prononcé « stimboli »), signifiant « dans la Ville » ou « vers la Ville »[réf. nécessaire] et qui rappelle le nom de la ville de Stímboli (actuelle Argyroúpoli) en Crète. La voyelle initiale I(s)- s'explique par la tendance que possède la langue turque à agglutiner un article (ou partie d'article), voire d'autres particules aux noms de lieux grecs. D'autres toponymes turcs d'origine grecque illustrent ce procédé, dont Izmit, ancienne İznikmit (İz-nikmit) du grec Nicomédie ; İznik (İz-nik) du grec Nikea « Nicée » ou encore İstanköy de l'île grecque de Kos. La présence d'un I- initial peut plus rarement refléter une forme ancienne grecque en Is-, mais aussi être la conséquence d'une épenthèse secondaire en turc, résultant de la structure phonotaxique de la langue, épenthèse qui n'est pas sans rappeler celle que l'on rencontre en français ou en espagnol (cf. latin stabula > ancien français estable > étable , > espagnol establo), d'où dans les emprunts du turc à une autre langue par exemple : français station (du latin classique statiō) > turc istasyon ou grec schára > turc ızgara, etc.
En turc, même avant la conquête de 1453, İstanbul est le nom le plus fréquent de la ville dans le langage courant. Dans le langage officiel en revanche, les autorités ottomanes lui préfèrent d'autres termes comme Kostantiniyye. Ainsi, Kostantiniyye est utilisé sur les monnaies jusqu'à la fin du XVIIe siècle et à nouveau au XIXe siècle. La chancellerie et la cour ottomanes utilisent Kostantiniyye comme élément de formules complexes exprimant l'origine de documents officiels, comme be-Makam-ı Darü's-Saltanat-ı Kostantiniyyetü'l-Mahrusâtü'l-Mahmiyye. Au XIXe siècle, il est utilisé comme attestation dans l'imprimerie turque, par contraste avec l'usage étranger de « Constantinople ». À cette époque toutefois, « İstanbul » fait partie du langage officiel, par exemple dans les titres du plus haut commandant militaire ottoman (İstanbul ağası) et du plus haut magistrat civil de la ville (İstanbul efendisi). « İstanbul », ainsi que plusieurs variantes, sont également utilisés dans la littérature et la poésie musulmane.
Après la création de la république de Turquie en 1923, les alternatives à İstanbul deviennent obsolètes en turc. Avec la réorganisation du service postal turc, les autorités turques demandent officiellement aux pays étrangers le 28 mars 1930 de cesser de faire référence à la ville par des noms traditionnels non-turcs (Constantinople, Tsargrad, etc.) et d'adopter Istanbul comme unique nom dans leurs langues. Les lettres et colis envoyés à « Constantinople » ou « Tsarigrad » ne sont plus distribués par les postes turques, ce qui accélère l'adoption internationale du nom.
En français, le nom est généralement écrit Istanbul. En turc moderne, il est écrit « İstanbul » car l'alphabet turc fait une différence entre le i muni d'un point (majuscule İ) et le i sans point ı (majuscule I).

### Stamboul
Stamboul ou Stambul est un ancien nom[évasif] de la vieille ville historique[réf. nécessaire], qui était ainsi la seule composante de la ville. Les quartiers nouveaux n'existaient pas encore lors de l'apparition, qu'il est difficile de dater, de cette forme sans i- initial d'Istanbul-même. Des formes sans le i- initial comme Stambul sont attestées assez tôt au Moyen Âge, tout d'abord dans des sources arabes du Xe siècle et des sources arméniennes du XIIe siècle.
Stamboul est utilisé en Europe occidentale comme équivalent d'İstanbul, jusqu'à ce que le terme soit remplacé par le nouvel usage officiel turc dans les années 1930. Au XIXe siècle et au début du XXe siècle, des sources ouest-européennes et américaines utilisent souvent « Constantinople » pour la métropole dans son entier et Stamboul pour la partie centrale sur la péninsule historique, c'est-à-dire la Constantinople byzantine à l'intérieur des murailles,, car jusqu'en 1928, l'agglomération s'appelait officiellement Constantinople, et Stamboul ne désignait que la vieille ville (la péninsule historique).
Ce nom fut étendu à toute la ville sous la forme moderne d'Istanbul à la suite de la réforme de la langue et de l'écriture turque par Atatürk en 1928 (la Révolution des signes).

### Islambol
Islambol (« là où l'Islam abonde ») ou Islambul (« trouve l'Islam ») sont des adaptations d'Istanbul par étymologie populaire, créées après la conquête ottomane de 1453 pour mettre en avant le nouveau rôle de la ville comme capitale de l'Empire ottoman. Elles sont attestées peu après la conquête, et leur invention est créditée par des écrivains contemporains au sultan Mehmed II lui-même. Certaines sources ottomanes du XVIIe siècle, comme Evliya Çelebi, décrivent Islambol comme nom turc courant à l'époque. Entre la fin du XVIIe siècle et celle du XVIIIe siècle, ce nom possède également un usage officiel. La première mention d'« Islambol » sur une pièce de monnaie remonte à 1703 pendant le règne du sultan Ahmet III.

### Autres sobriquets ottomans
Les contemporains Ottomans et étrangers font référence au gouvernement impérial par des termes honorifiques particuliers, particulièrement dans les correspondances diplomatiques. On trouve :
- Dersaadet (در سعادت, « Porte de la Félicité », der est le terme persan pour « porte »)
- Derâliye (در عاليه, « Sublime Porte »)
- Bâb-ı Âlî (باب العالی, « Sublime Porte », bab est le terme arabe pour « porte »)
- Pâyitaht (پایتخت, « Siège du Trône », nom persan pour « capitale »)
- Asitane (آستانه, du persan pour « le pas de la porte » du sultan, ou « le centre » de l'Empire ; écrit en arabe الأستانة, Al-Asitana)

La porte de la Félicité et la Sublime Porte sont des lieux du palais de Topkapı, et sont utilisés par métonymie pour faire référence aux autorités qui l'occupent, et donc pour l'administration impériale ottomane.

## Noms historiques dans d'autres langues

### Généralités
De nombreux peuples frontaliers de l'Empire byzantin utilisent des noms exprimant des concepts comme « la Grande Ville », « la Ville des Empereurs », « la Capitale des Romains » ou des termes similaires. Du Xe au XIIe siècle, Constantinople est l'une des deux plus grandes villes du monde, avec Bagdad.

### Vieux norrois
Les Vikings, qui ont des contacts avec l'Empire byzantin lors de leur expansion en Europe orientale, utilisent en vieux norrois le nom Miklagarðr (de mikill, « grand », et garðr, « ville »), plus tard Miklagard. Ce nom est toujours en usage en islandais (Mikligarður) et en féroïen (Miklagarður).

### Slave
Dans les langues slaves, Constantinople est la « ville du César » : Tsargrad (vieux-slave : Цѣсарьградъ ou Царьгра̀дъ, bulgare, macédonien, serbe : Цариград, russe : Царьгра́д, ukrainien : Царгород, dénomination passée aussi en roumain : Ţarigrad). Il s'agit probablement d'un calque sur une phrase grecque comme Βασιλέως Πόλις / Basiléôs Pólis (« ville du roi »). Le terme est utilisé à l'occasion en bulgare, tandis qu'il est archaïque en serbo-croate, russe et macédonien. En serbo-croate, il n'est utilisé que pour désigner la capitale historique des empires byzantin et ottoman. En slovène, Carigrad est une alternative pour désigner la ville moderne. En tchèque (langue slave occidentale), ce nom slave donne la forme Cařihrad (utilisée au XIXe siècle, occasionnellement à l'heure actuelle).
Ce terme a aussi donné des toponymes anciens comme le « bras de Tsarigrad » dans les bouches du Danube (ultérieurement appelé Stari-Stamboul, à l'embouchure du bras de Chilia) ou la « route de Tsargrad » en Bulgarie désignant la voie Sofia-Constantinople empruntée par les Croisades.
Après la chute de Constantinople aux mains des Ottomans, le Patriarcat de Moscou s'est autoproclamé « Troisième Rome », et l'Empire russe, revendiquant à son tour l'héritage romain (comme Kaiser, le titre de Tsar vient de « César »), se fixa comme objectif géopolitique la « libération de Tsargrad » (et accessoirement, le contrôle des détroits et la création d'états-satellites dans les Balkans...).

### Perse, ourdou et arabe
À part Kustantiniyyah, le persan, l'ourdou, l'arabe et autres langues du monde musulman utilisent des noms basés sur le titre « César », comme le persan Kayser-i Zemin, ou sur le nom ethnique « Rum » (« Romains »), comme l'arabe Rūmiyyat al-kubra (« Grande Ville des Romains ») ou le persan/ourdou Takht-e Rum (« Trône des Romains »).

### Hébreu
Anciennement, en hébreu, la cité fut désigné le nom de Kushtandina (קושטנדינה), Kushtandina Rabati (קושטנדינה רבתי, littéralement « Grande Kushtandina »), ou raccourcie en Kushta (קושטא), altérations de « Kostantiniyye ». Cet usage est courant parmi les Juifs jusqu'au début du XXe siècle ; le mot kushta en Araméen (langue utilisé fréquemment dans les sources bibliques hébraique) apporte le sens de vérité, et se retrouve dans le Talmud de Babylone comme nom d'un locale (traité Sanhédrin p. 97a).
Actuellement, ces noms ont quasiment disparu en Israël, remplacés par une translittération en hébreu du turc « Istanbul » (איסטנבול).

## Langues contemporaines
La plupart des langues européennes ont adopté le nom de la ville sous la forme Istanbul au XXe siècle pour désigner la ville moderne, suivant l'usage en vigueur dans la République turque. Les Grecs continuent à désigner la ville comme Constantinople (Κωνσταντινούπολη, Konstantinupoli) ou simplement « la Ville » (η Πόλη, i Poli). Parmi les langues utilisant des formes basées sur Stamboul : le russe, le polonais (bien que la forme alternative Istambuł est universellement acceptée et employée dans de nombreuses traductions), le letton, le lituanien, le géorgien et l'albanais. l'espagnol utilise Estambul et le portugais Istambul, avec un « m » au lieu d'un « n ». Le hongrois utilise Isztanbul avec l'addition d'un « z » parce qu'en l'omettant, les Hongrois prononceraient de manière fautive « Ichtambul ». L'arménien utilise Bolis, basé sur le grec Polis, « ville ». L'islandais conserve la forme Mikligarður. En slovène, Carigrad reste largement utilisé et souvent préféré au nom officiel.